# Cal Cabra (Montmajor)
Cal Cabra és una masia situada al municipi de Montmajor, a la comarca catalana del Berguedà.